# Batalla de San Carlos (1982)
La Batalla de San Carlos fue el primer enfrentamiento terrestre de la Guerra de las Malvinas. Comenzó con el desembarco británico el 21 de mayo de 1982 —Operación Sutton—. Con la excepción de una breve resistencia de una sección de infantería, la resistencia argentina provino de la aviación con base en el continente. La flota británica sufrió graves pérdidas (Cómo el Hundimiento de la Fragata tipo 21 HMS Ardent con 22 muertos y 30 heridos o el Hundimiento del Destructor tipo 42 HMS Coventry Coventry D-118 con 19 muertos) pero estableció la cabeza de playa.

## Preludios del desembarco británico
El 10 de mayo, tras mucho análisis, el mando británico seleccionó los lugares para el desembarco: brazo San Carlos, Puerto San Carlos, Establecimiento San Carlos y Bahía Ajax. El lugar tenía las condiciones hidrográficas para el fondeo de barcos, estaba libre de minas argentinas y buena configuración para la defensa antiaérea, en especial por el misil Exocet AM 39.

## Equipamientos

### Fuerza Aérea Argentina
La Fuerza Aérea Argentina (FAA) contaba con: 45 bombarderos de ataque Skyhawk A-4B y C, 37 Dagger, 17 aviones de combate y ataque Mirage, diez bombarderos ligeros Canberra y más de 35 aviones Pucará IA-58 de apoyo cercano diseñados y construidos en Argentina. Nueve transportes y camiones cisterna, aviones de transporte como el Learjet 35 B ,DHC-6 Twin Otter,  Hércules C-130, Boeing 707, Fokker F-28, Fokker F-27, Guaraní II (IA 50), Canberra MK-62 y helicópteros como el Bell 212, Chinook CH 47, y Hughes 500. 
El Comando Aviación Naval Argentina (CANA) no tuvo la posibilidad de aportar apoyo aéreo en los días de la batalla, ya que el portaaviones "25 de Mayo"  con Skyhawks y Trackers embarcados, regreso antes hacía aguas cercanas al continente americano por lo que los aviones y helicópteros embarcados en este luego desembarcaron, y juntos con los Super-Etendards, se trasladaron a los aeródromos del sur. Volando desde allí, tres de los Skyhawks se perdieron en combate, y de los seis MB.339 y cuatro Mentor volados a las Malvinas, solo un MB.339 sobrevivió.
Las unidades utilizadas en el combate de la batalla de San Carlos fueron caza-bombarderos A-4B y A-4C Skyhawk del Grupo 4 y 5 de Caza, los Dagger del Grupo 6 de Caza, de la Fuerza Aérea y la 3.ª Escuadrilla de Caza y Ataque, con A-4Q Skyhawk, de la Armada. Operan desde las bases aéreas de Río Gallegos y Río Grande, en Tierra del Fuego, lo que los obliga a volar próximos al límite de su autonomía de vuelo, con poquísimo tiempo para buscar un blanco o participar en un combate aéreo.

### El ejército argentino
En la batalla de San Carlos no hubo mucha participación del ejército argentino, sino que fue mayoritariamente participación de la fuerza aérea. Sin embargo, en esta batalla estuvo involucrado el Regimiento de Infantería 25, ya que este era el regimiento que se encontraba vigilando y defendiendo la zona de San Carlos durante el desembarco inglés.
Esta fuerza denominada "Equipo de combate GÜEMES" estaba compuesto principalmente por la 3.ª sección de la compañía "C" del Regimiento 25 a las órdenes del Subteniente Roberto Oscar Reyes con aproximadamente 42 hombres, y contaba con armas automáticas, cañones sin retroceso 105mm y morteros 81mm. Además estuvieron involucradas tropas del Regimiento 12 a las órdenes del Subteniente José Vázquez (21 hombres), que contaban también con armas automáticas. 
Las tropas terrestres argentinas estaban armadas con armas portátiles como fusiles FN FAL 7,62 MM.Estas armas en ese entonces, no muy lejos tecnológicamente de Inglaterra.

### Royal Air Force
La Royal Air Force tuvo una gran participación en la batalla de San Carlos. Esta estaba conformada por 15 escuadrones de Harriers, Vulcans, Hércules C-130 transports y Chinooks. Los Harriers son aviones caza bombarderos con capacidad de despegue vertical. Además, cuenta con dos cañones de 30 mm, misiles y cohetes. Los Vulcan son aviones bombarderos, mientras que los Hercules C-130 son aviones de transporte de tropas y cargamentos, y también de repostaje aéreo. Los Chinooks son helicópteros que también eran usados para transporte de tropas.

### Royal Navy
El ejército marítimo del Reino Unido, o The Royal Navy, fue uno de los más grandes y poderosos. Entre algunos de los barcos ingleses se encontraban: el Antrim (destructor), el Ardent (destructor), el Argonaut (fragata), el Brilliant (fragata tipo Broadsword), el Broadsword (fragata tipo 22), el Coventry (destructor), el Fearless (buque de desembarco), el Intrepid (buque de asalto anfibio) , el Yarmouth (fragata clase Rothesay), el Canberra (buque de transporte de tropas), el F.Austin (buque de aprovisionamiento logístico), entre otros.

### Plan de defensa de Argentina
Argentina no había previsto a la bahía San Carlos como un lugar de un desembarco británico. En consecuencia, dejó la zona desprotegida.

#### Defensa terrestre
A mediados de mayo la III Brigada de Infantería puso a la Compañía de Comandos 601 a rastrillar la bahía San Carlos en busca de militares británicos que rondaban la zona e instalar un puesto de observación en Fanning Head, una altura que domina la entrada del estrecho de San Carlos a la bahía San Carlos.
El Equipo de Combate «Güemes» bajo el mando del teniente primero Carlos Daniel Esteban se estableció en Puerto San Carlos. La unidad se componía por una sección de tiradores del Regimiento de Infantería 25 y una sección de apoyo del Regimiento de Infantería 12. Sus misiones eran impedir el pasaje de barcos enemigos en la entrada norte del estrecho, controlar a la población de San Carlos y dar alerta temprana al desembarco.

## Desembarco

### Desembarco
La operación del desembarco inglés en San Carlos se llamó Operación Sutton y estuvo encabezada por los Royal Marines, la 3.ª brigada de comandos y el 2.º y 3.er batallón de Paracaidistas. 
Alrededor de las 02:40 AM, se inició la operación con el despliegue de buques y transatlánticos ingleses en el Estrecho de San Carlos. En primer lugar, se procedió a anular los 3 puntos de observación argentinos que estaban en el estrecho y la Bahía  San Carlos.   
Cerca de las 04:30 AM, comienza el desembarco del 40.º Comando, desde el Fearless, a Playa Azul 1, donde Inglaterra asegura la zona del Establecimiento San Carlos. Mientras tanto,  el 2.º  de paracaidistas desembarca en Playa Azul 2, con el fin de asegurar los montes Sussex, donde planeaban desplegar los misiles antiaéreos Rapier.
Luego del amanecer, el 45.º Comando Inglés desembarcó en Playa Roja desde el Stromness, con el objetivo de controlar la Bahía Ajax. Al mismo tiempo, el 3.º de Paracaidistas, desde el Intrepid, desembarcó en Playa Verde. El escuadrón D del SAS (Special Air Service), se infiltró desde el Intrepid en el área de Darwin-Goose Green, con el fin de evitar que las tropas argentinas fueran hacia el Norte a impedir el desembarco Inglés. Al no encontrar resistencia, establecieron tres cabezas de playa. Prosiguieron luego a avanzar hacia las localidades de San Carlos y Darwin. Allí ocurrieron los primeros combates, donde las tropas inglesas se encontraron con el 25.º Regimiento de Infantería.
Esa misma mañana, a las 09:15 AM. le informan al gobernador Mario Benjamín Menéndez sobre el desembarco en San Carlos. Ahí es cuando comienzan a llegar tropas argentinas, aviones, y refuerzos Ingleses desde más buques y aviones también.

### Combate de la Altura 234
La madrugada del 21 de mayo el EC Güemes detectó y disparó a un buque británico desde la Altura 234 con los dos cañones de 105 mm; el buque respondió disparando. El Escuadrón de Botes Especial atacó a la unidad argentina, la cual se replegó con heridos.
El teniente primero Esteban supo del desembarco británico a las 08:00 horas e informó al general Parada. Un número grande de infantes, helicópteros y tanques británicos avanzaron a Puerto San Carlos. El equipo inició una retirada a su retaguardia.
Los infantes argentinos derribaron un helicóptero Sea King y tres helicópteros adicionales.
El EC «Güemes» continuó el repliegue logrando escapar.

### Ataques de distracción
El ejército británico bombardeó  diversos puntos del archipiélago. A consecuencia un número de tres helicópteros del Ejército Argentino quedaron fuera de combate. La Compañía de Comandos 601 derribó un avión Harrier británico en Puerto Howard.

## Batalla aérea
La Fuerza Aérea Sur y la Fuerza de Tareas 80 atacaron a la flota británica en el estrecho y la bahía San Carlos. Los ataques causaron el hundimiento de las fragatas HMS Ardent (F184), HMS Antelope (F170) y del destructor HMS Coventry (D118). A su vez un número importante de aviones argentinos cayó derribado.
La mañana del 21 de mayo de 1982 Argentina inició los ataques aéreos. La Base Aérea Militar Cóndor en Pradera del Ganso lanzó los IA-58A Pucará del Grupo 3 de Ataque. La fuerza británica de desembarco derribó a un IA-58A que hacía reconocimiento. Un grupo de tres Sea Harrier derribó a otro IA-58A. El resto de cuatro Pucará replegó al Aeropuerto de Puerto Argentino.
El Comando de la Fuerza Aérea Sur en Comodoro Rivadavia inició el ataque desde el continente alrededor de las 09:00 horas (UTC-03:00). Un total de 11 cazabombarderos IAI Dagger A de los Escuadrones Aeromóviles Dagger I y II atacaron el estrecho de San Carlos. Estas formaciones al mando de los capitanes Carlos Rohde, Carlos Moreno, Norberto Dimeglio y Raúl Díaz recibieron cobertura de seis Mirage IIIEA del Escuadrón Mirage. La fragata HMS Brodasword y el destructor HMS Antrim resultaron dañados.
Catorce aviones de la FAS ejecutaron vuelos de exploración y reconocimiento.
El Grupo 4 de Caza lanzó a las 11:25 horas la Escuadrilla «Pato», formada por cuatro aviones A-4C Skyhawk al mando del capitán Eduardo Almoño. Cuando sobrevolaban Chartres cuando una patrulla aérea de combate conformada por dos Sea Harrier FRS.1 interceptó a los A-4C. Los A-4C desecharon sus bombas e iniciaron el escape. La fragata HMS Brilliant detectó a los aviones con su radar. Los Sea Harrier dispararon misiles AIM-9L Sidewinder, que impactaron en los aviones del primer teniente Daniel Manzotti y el teniente Néstor Edgardo López, este último murió al instante. Se visualizó la eyección de Manzotti y otra de uno británico, el que habría perdido el control de su avión.

## Secuelas y hechos posteriores
Las fuerzas británicas dominaron la bahía San Carlos constituyendo su cabeza de playa.

### Mando argentino
El Comando Conjunto Malvinas dudaba del objetivo del desembarco de San Carlos. Igualmente, no atacó a la cabeza de playa por inferioridad de condiciones, limitaciones graves y la necesidad de mantener guarnecido Puerto Argentino/Stanley.
El Centro de Operaciones Conjunto acicateó al comandante conjunto Mario Benjamín Menéndez para atacar la cabeza de playa. Urgía a que accionara a las fuerzas terrestres.

### Plan de contraataque de Argentina
Un oficial del Estado Mayor del general de brigada Omar Edgardo Parada, mayor José Luis Bertolli, ideó un plan de contraataque a San Carlos con las Compañías de Comandos 601 y 602. Estas dos compañías habrían incursionado en helicópteros y los barcos Yehuín y ARA Forrest para garantizar un aterrizaje de aviones C-130 con la IV Brigada de Infantería Aerotransportada en la pista de San Carlos, en caso de no poder lanzar paracaidistas en vuelo.
El contraalmirante Edgardo Aroldo Otero hubo pensado una operación similar con las Agrupaciones de Comandos Anfibios y Buzos Tácticos, transportadas desde el continente con submarinos y la Agrupación de Lanchas Rápidas.
Después se sumó al plan a los Regimientos de Infantería 5 y 8, sitos en la isla Gran Malvina. Estos habrían sido trasladados por el buque ARA Bahía Buen Suceso que estaba en Bahía Fox.
El comandante Mario Benjamín Menéndez aprobó la iniciativa ordenando al general Américo Daher elaborar el plan. Este presentó el plan al Centro de Operaciones Conjunto y al presidente de facto Leopoldo Fortunato Galtieri. El comandante de la IV Brigada Julio Fernández Torres exigió al comandante en jefe de la Fuerza Aérea Basilio Lami Dozo cobertura aérea para descender en San Carlos, cosa que este no pudo asegurar. La reunión finalmente se diluyó sin resultado.

## Documentación complementaria
Parte del Jefe del Equipo de Combate Águila, disponible en el Servicio Histórico del Ejército